# Mam'zelle Spahi
Pour plus de détails, voir Fiche technique et Distribution.
Mam'zelle Spahi est un film français réalisé par Max de Vaucorbeil, sorti en 1934.

## Fiche technique
- Titre original : Mam'zelle Spahi
- Titre secondaire : Manœuvres de nuit[1]
- Réalisation : Max de Vaucorbeil
- Scénario : Paul Schiller, d'après la pièce d'André Heuzé et Étienne Arnaud
- Musique : Jane Bos et André Colomb
  - Lyric : André Heuzé et Étienne Arnaud
  - Titres[2] : Chanson du Colibri - musique André Colomb 
Fais ton petit boulot - Je ne veux pas de votre colibri - La chanson de la tonnelle - musique Jane Bos - chansons interprétées par Noël-Noël 
Il est si doux le temps d'aimer - musique Jane Bos - chansons interprétées par Josette Day 
Spahi !... Spahi  - musique Jane Bos - chansons interprétées par Félix Oudart
- Production : Fred Bacos
- Société de production : Fox Film et Films Fred Bacos
- Affiche : Armand Rapeño
- Pays :  France
- Format : Noir et blanc - 1,37:1 - 35 mm - son mono
- Genre : Comédie - Film musical
- Durée : 75 minutes
- Date de sortie :
  - France - 9 novembre 1934

## Distribution
- Noël-Noël - Bréchu - l'ordonnance du colonel
- Raymond Cordy - Perlot - l'ordonnance du lieutenant
- Saturnin Fabre - Le colonel du 32ème de Spahis
- Mady Berry - La colonelle
- Félix Oudart - Poupart - un réserviste
- Colette Darfeuil - Aline
- Pierre Magnier -  Le général
- Jean Rousselière - Le lieutenant Gilbert
- Lyne Clevers -  Paulette
- Georges Bever - Malaigre
- Jeanne Byrel -  Madame Poupart
- Lucien Callamand - Maître Serpolet
- Charles Camus - L'adjudant
- Nino Constantini - Le maréchal de logis
- Hubert Daix -  Le gérant
- Josette Day -  Nicole
- Frédérique -  Madame Lubin
- Rose Lorraine
- René Navarre - Le major
- Henry Prestat - Le premier réserviste
- Viviane Romance
- Marcel Vidal - de Vaugrineuse
- Mona Goya - Une femme au bal (non crédité)
- Gina Manès - Une femme au bal (non crédité)